# Émile Gayot
Pour les articles homonymes, voir Gayot.
Émile Gayot est un homme politique français né le 2 février 1834 à Troyes (Aube) et décédé le 12 mars 1909 à Paris

## Biographie
Après des études de droit, il entre dans la magistrature en 1860. Il y reste jusqu'à son élection comme sénateur de l'Aube, en remplacement de son père, Amédée Gayot, en 1880. Il conserve ce mandat jusqu'à son décès en 1909 et siège à l'Union républicaine. Il est questeur du Sénat de 1888 à 1906.

## Sources
- « Émile Gayot », dans Adolphe Robert et Gaston Cougny, Dictionnaire des parlementaires français, Edgar Bourloton, 1889-1891 [détail de l’édition]
- « Émile Gayot », dans le Dictionnaire des parlementaires français (1889-1940), sous la direction de Jean Jolly, PUF, 1960 [détail de l’édition]